# Katedrální bazilika Nanebevzetí Nejsvětější Panny Marie ve Włocławku
Katedrální bazilika Nanebevzetí Nejsvětější Panny Marie ve Włocławku je gotická církevní stavba ve městě Włocławek v Kujavsko-pomořském vojvodství v Polsku. Byla stavěná od roku 1340, vysvěcená v roce 1411 po ukončení stavby hlavní chrámové lodi. Výstavba pokračovala až do roku 1526, kdy byla dokončena severní věž. V letech 1883-1901 byla regotizována. Proběhla výměna detailů a navýšení obou věží.
Jedná se o trojlodní chrám s užším a nižším kněžištěm. Zajímavé jsou vitráže z roku 1360, hrobka biskupa Piotra z Bnin z roku 1494, dřevěná socha Matky Boží z počátku 15. století a obraz Nanebevzetí Nejsvětější Panny Marie od Jana Velkého přibližně z roku 1480.

## Historie
Ve 12. století se jednalo o dřevěnou stavbu, kterou pravděpodobně už ve 13. století nahradila zděná budova. První zděnou włocławskou katedrálu vypálili členové řádu německých rytířů v roce 1329. Katedrála se nacházela jihovýchodně od hradu. Předpokládá se, že část stavebního materiálu z demolice vypálené katedrály, převážně žulového kamene, byla použita při stavbě nájemního domu v Bednářské ulici č. 2.
Začátek výstavby stávajícího katedrálního kostela ve Włocławku, iniciovaný biskupem Maciejem Palukou z Gołancze, který měl položit základní kámen, zaznamenal v análech kronikář Jan Długosz dne 25. března 1340. Pro stavbu bylo vybráno nové místo blízko nábřeží Visly. Nejdříve bylo postaveno dlouhé kněžiště a jižní sakristie. V roce 1350 byl postaven a zařízen oltář sv. Jana a sv. Ondřeje. Po roce byla 1358 zahájena výstavba hlavního chóru. Po smrti biskupa Macieje Paluka stavbu řídil jeho synovec, biskup Zbylut z Golancze.  
Na začátku 15. století byla ukončena výstavba hlavní lodi baziliky. Původ skromného tvaru katedrály je předmětem diskuze mezi historiky umění. Někteří uvádějí, že vzorem byla katedrála v Hnězdně a jiní, že vzory by se měly hledat mezí budovami stavěnými podle tradice vytvořené v uměleckém prostředí Severního Porýní včetně cisterciáckého opatství Salem. První vysvěcení katedrály proběhlo roku 1411 biskupem Janem Kropidlou. Během 15. a 16. století pokračovaly práce na věžích a v kaplích. Čtyři špičaté hvězdné klenby, které pocházejí z přelomu 14. a 15. století, jsou odvozeny od architektury Řádu německých rytířů. Do dnešní doby se zachovalo 22 částí z gotických vitráží z oken kněžiště, které jsou vystaveny v kapli sv. Barbory.
V druhé polovině 15. století byly kolem hlavního kostela postaveny kaple. V roce 1527 kaple sv. Martina s kapitulou u jižní lodi a v roce 1541 kaple Cibavit. Na začátku 16. století byly dvě kaple (kaple Požehnané Panny Marie a protější kaple sv. Kazimíra) přestavěny ve manýristickém stylu, zakončeny kupolemi s lucernami.
Ve druhé polovině 18. století byla obnovena střecha. V roce 1891 začaly práce na rekonstrukci katedrály pod vedením Konstanta Wojciechowského. Podle jeho návrhu byla podél severní lodi postavená kaple a západní část, a tím bylo dosaženo symetrického řešení celé budovy. Věže, původně nepřevyšující střechu střední lodi a později kryté kulovými kupolemi, byly navýšené dvěma vysokými podlažími v novogotickém stylu. Součástí rekonstrukce bylo také nahrazení některých prvků členění a výzdoby stavby, které změnily její původní gotický charakter (např. výměna kružeb, klenáků a vybudování baldachýnových výklenků v presbytáři). Většina vnitřního vybavení byla také odstraněna. V roce 1902 byly práce ukončeny. V roce 1907 získala katedrála titul bazilika minor.

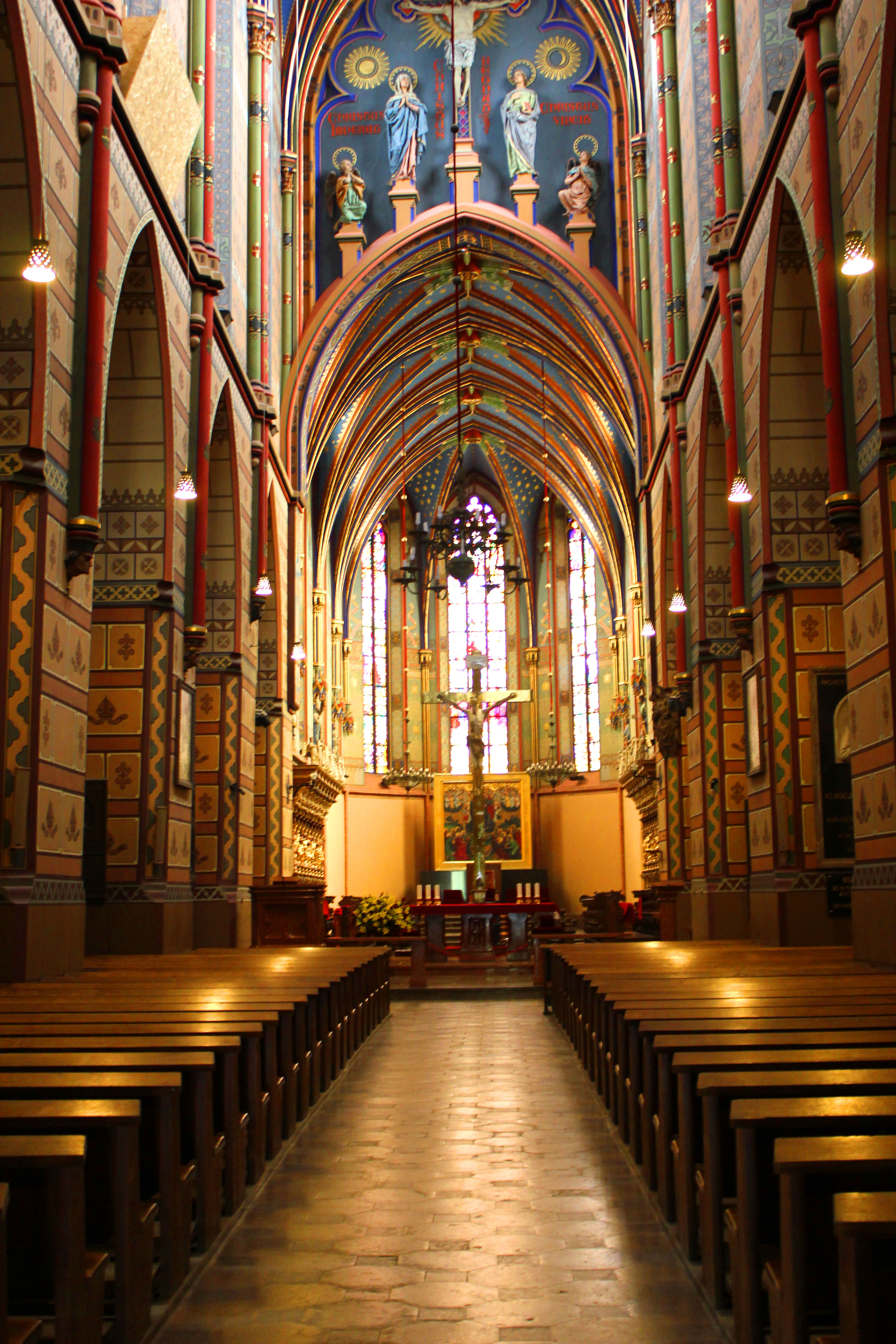
Interiér katedrály

## Interiér
- Interiér zdobí polychromie bratrů Stanisława a Zdzislawa Jasinských, vytvořená v letech 1900–1901
- Okno kněžiště obsahuje vitráž Józefa Mehoffera (1938), která ve střední části zobrazuje Nanebevzetí Panny Marie
- Gotické vitráže z roku 1350 jsou částečně zachované v kapli sv. Barbory (původně v kněžišti)
- Náhrobek biskupa Piotra z Bnin v kapli sv. Josefa  z červeného mramoru od Wita Stwosze z roku 1494
- Gotický obraz Nanebevzetí Panny Marie z Warty, připisovaný Janovi Velkému z roku 1475
- Renesanční mramorový náhrobek biskupa Krzeslawa z Kurozwęki z roku 1516
- Renesanční bronzový náhrobek biskupa Jana Karnkowského z roku 1536
- Dřevěná gotická socha Matky Boží z počátku 15. století
- Sousoší Poslední večeře z roku 1505, polychromované
- Velký Tumský kříž u vchodu do kněžiště, ze začátku 17. století
- Barokní prvky z roku 1603
- Neogotické zobrazení ukřižovaného Ježíše Krista spolu s biblickými postavami nad vchodem do kněžiště

Až do roku 2012, umístěný nejprve v kněžišti a od 70. let 20. století v kapli Zvěstování Panny Marie, existoval sedmiramenný svícen vysoký 310 cm s rozpětím ramen 380 cm, odlitý z bronzu rižským řemeslníkem Hansem Meyerem pro kostel svatého Petra v Rize v roce 1596. Památka se dostala do Włocławku během druhé světové války se skupinou německých osadníků z Lotyšska, přemístěných v rámci akce Heim ins Reich. V únoru 2012 se svícen vrátil do Rigy na základě dohody s orgány Lotyšské republiky o repatriaci kulturních památek.
Dne 10. dubna 2011 byla v katedrále odhalena pamětní deska věnovaná polským obětem katastrofy Tu-154 u Smolenska.
V roce 2018 byla katedrála zapsána na seznam historických památek v rámci akce „100 historických památek pro sté výročí získání nezávislosti“.

## Galerie

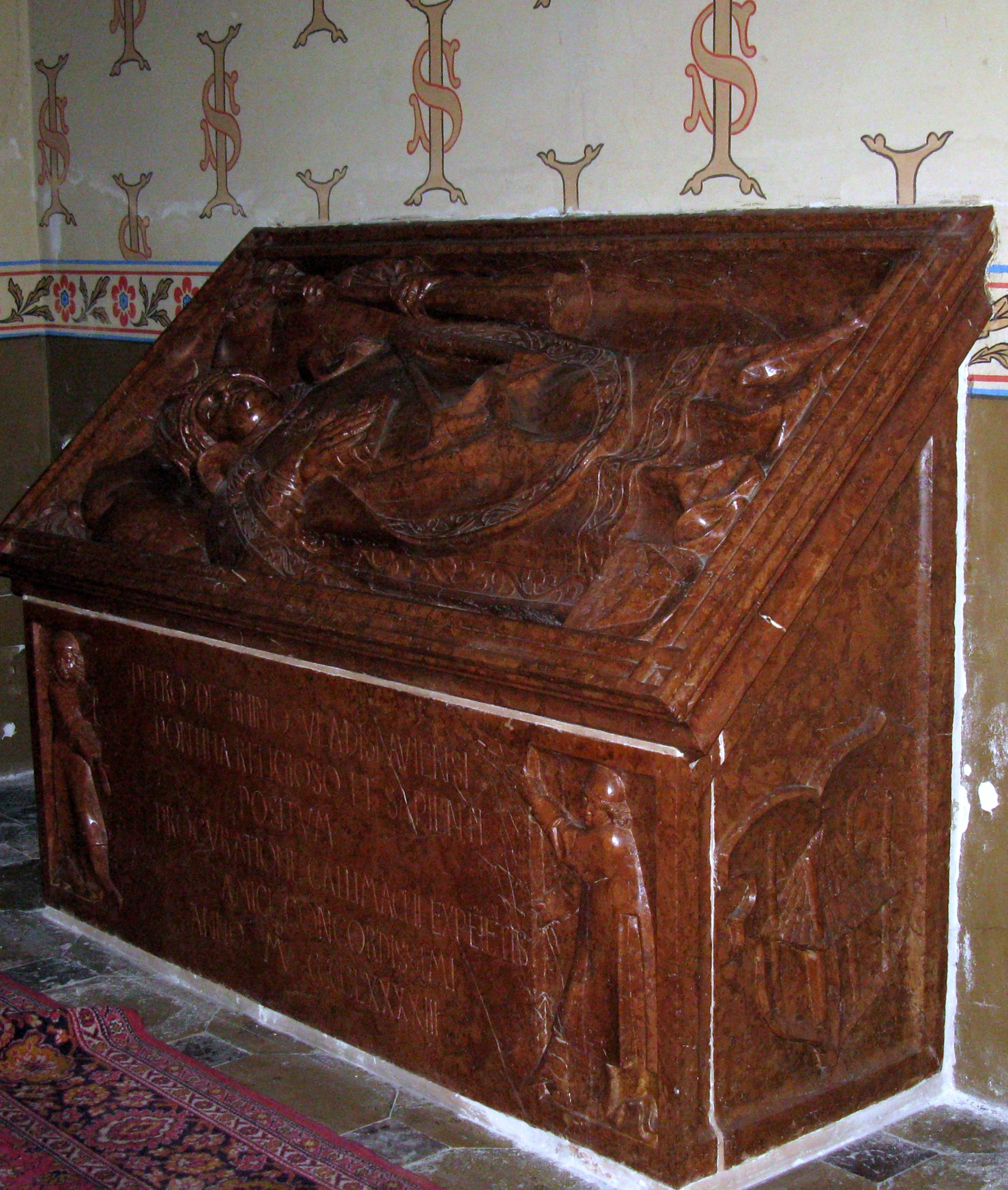
Wit Stwosz, náhrobek Piotra z Bnin, kolem roku 1493
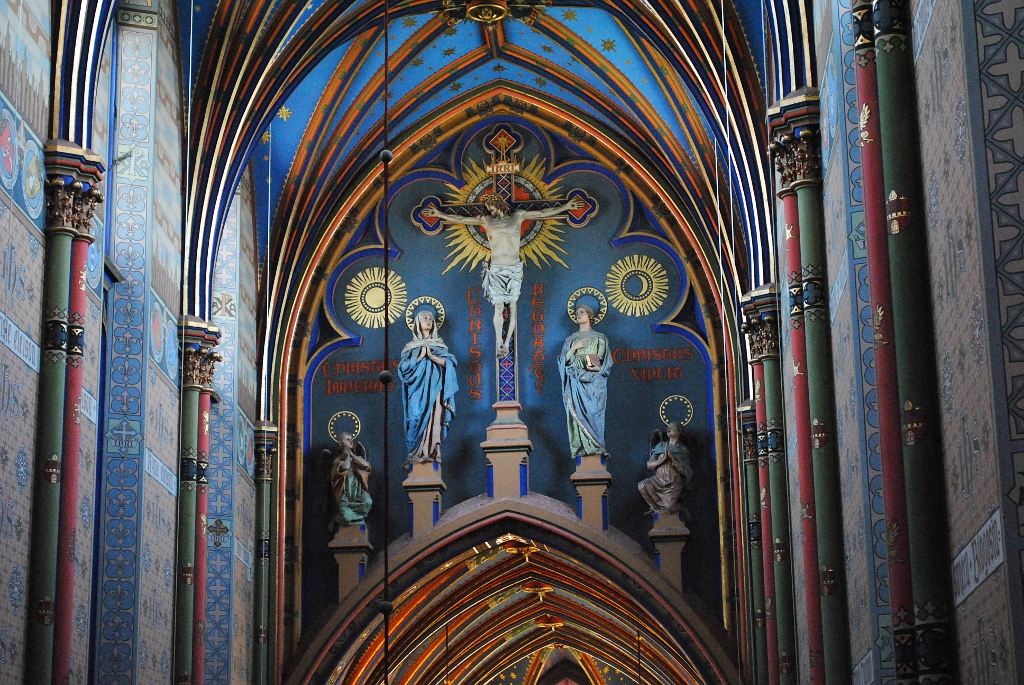
Neogotické zobrazení ukřižovaného Ježíše Krista spolu s biblickými postavami
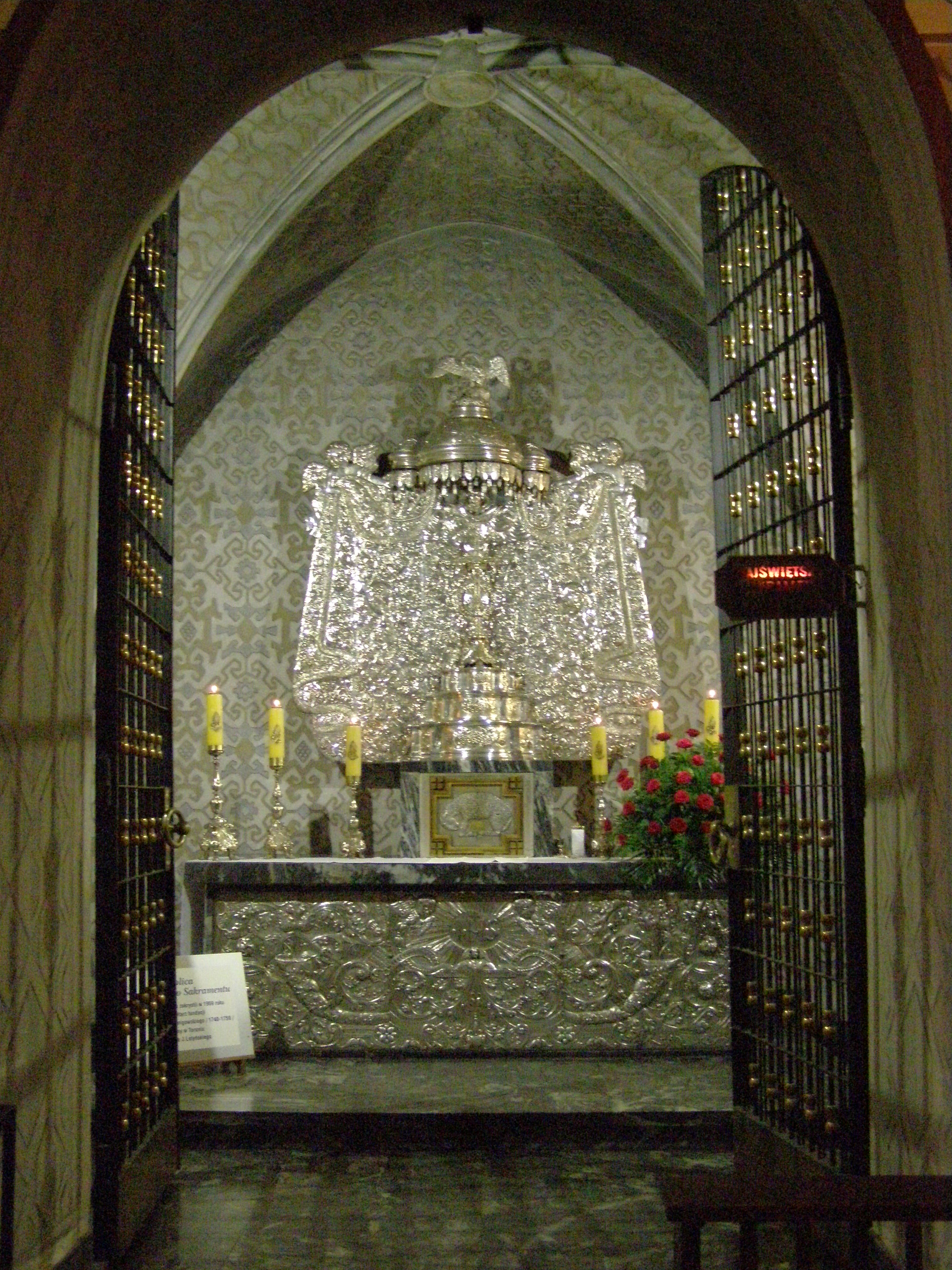
Kaple Nejsvětější Svátosti
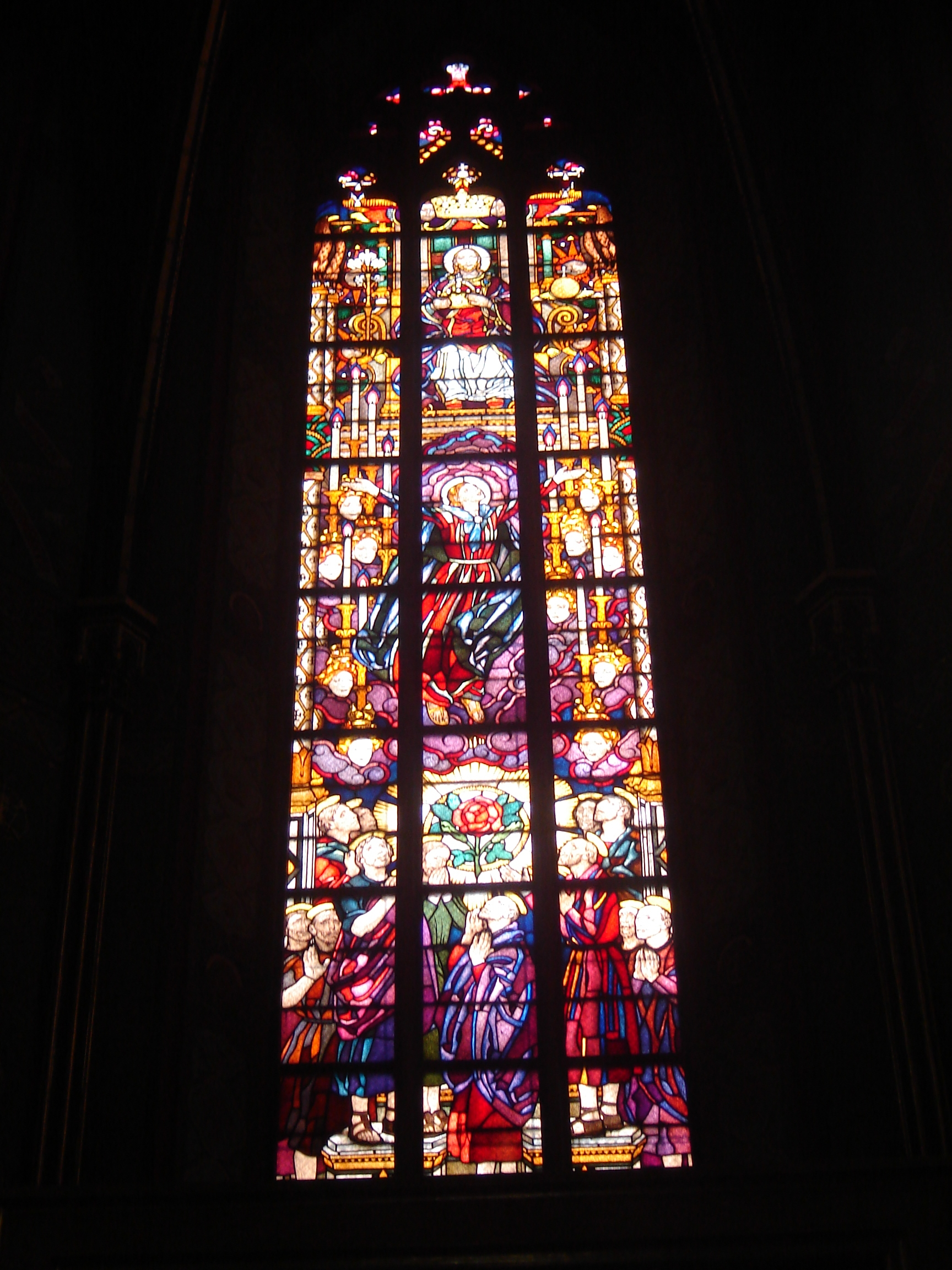
Vitráž v katedrále
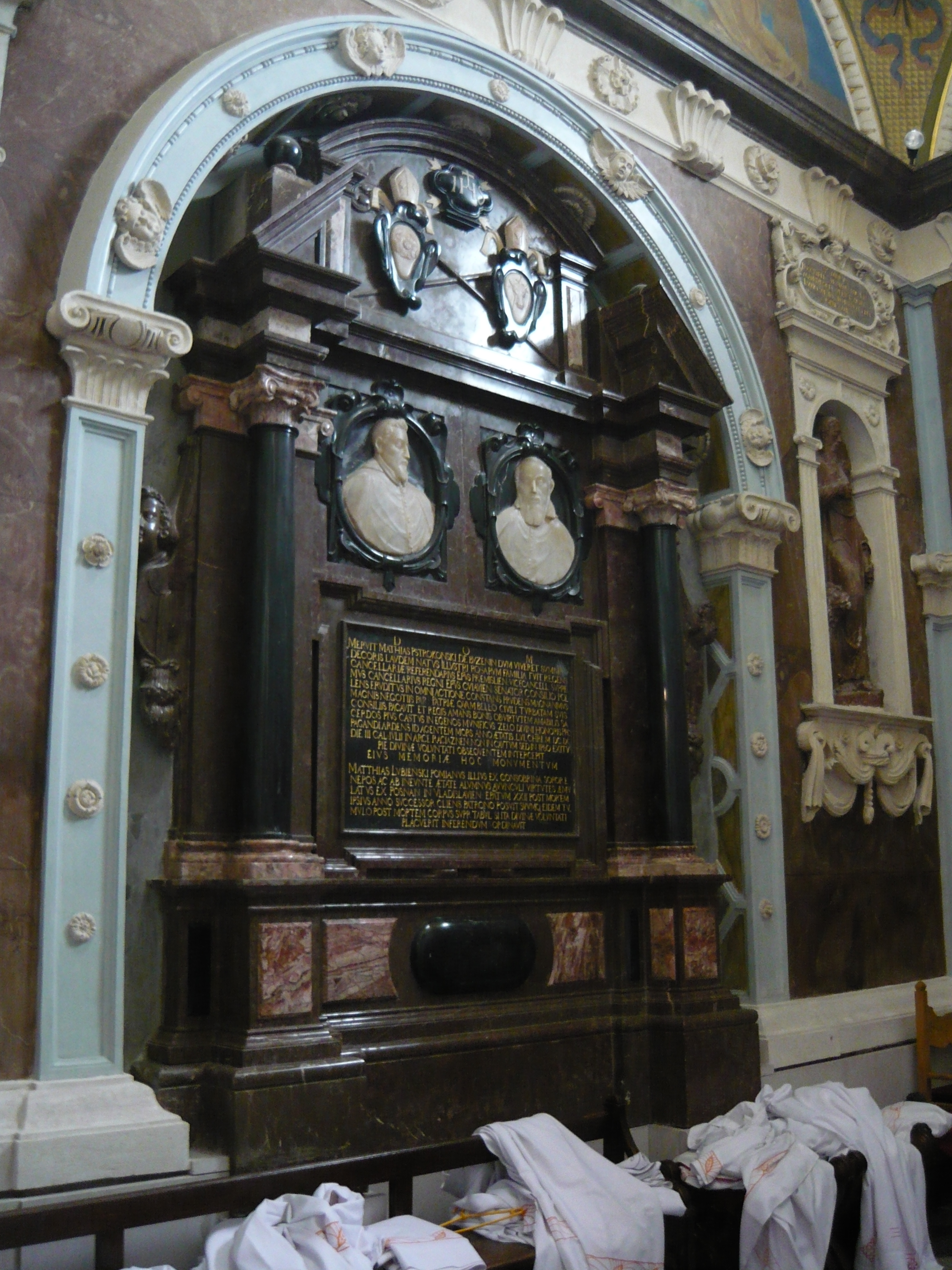
Památník v boční části katedrály
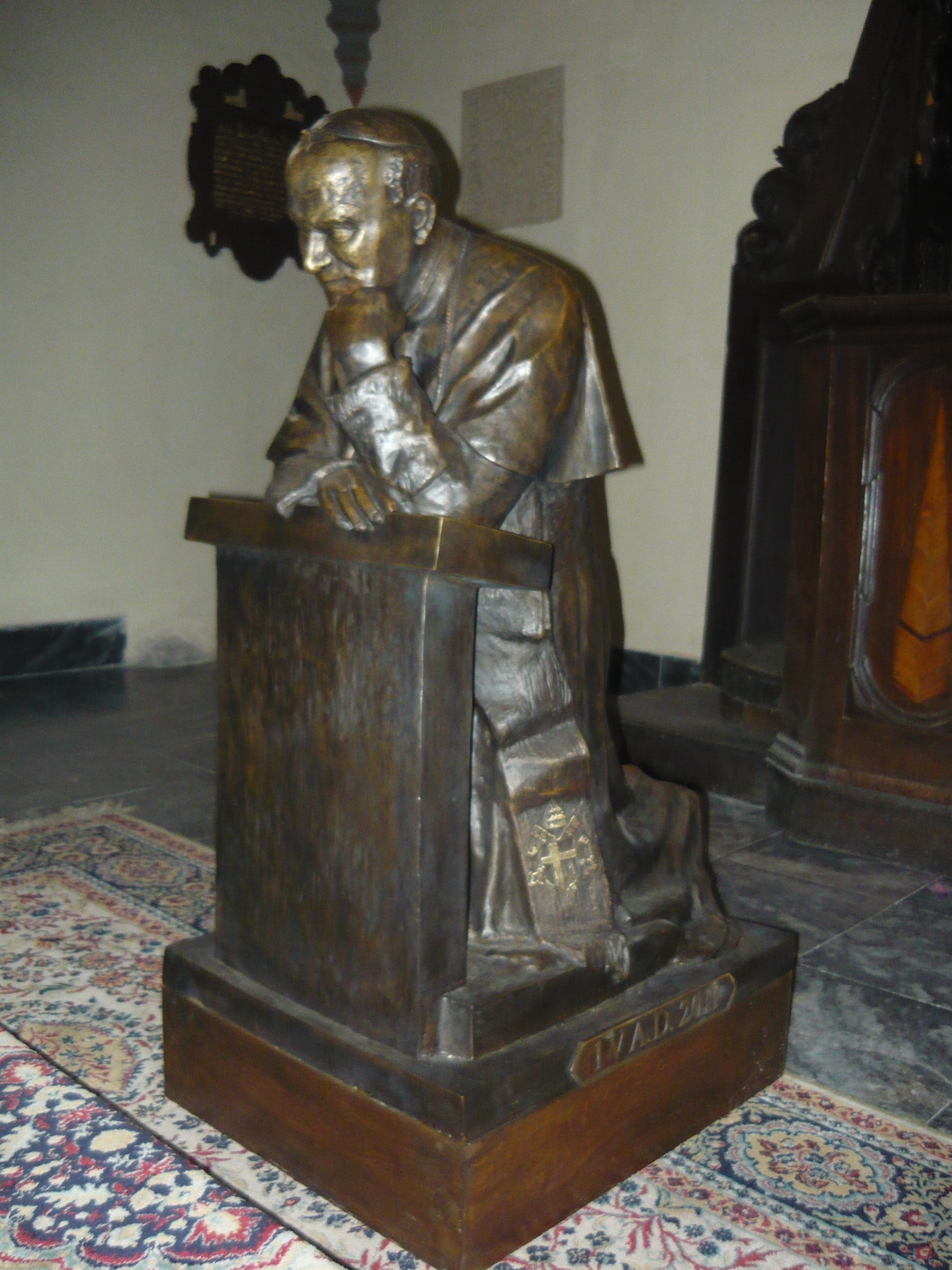
Socha Jana Pavla II. v boční části katedrály
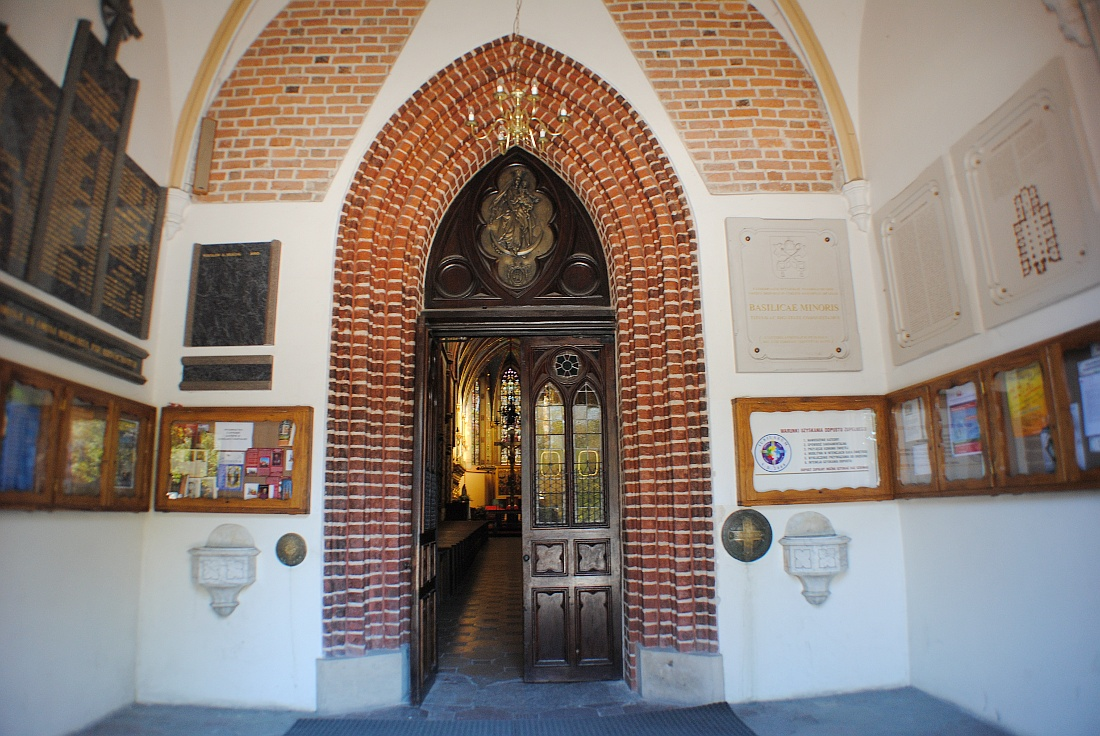
Kruchta baziliky Nanebevzetí Panny Marie
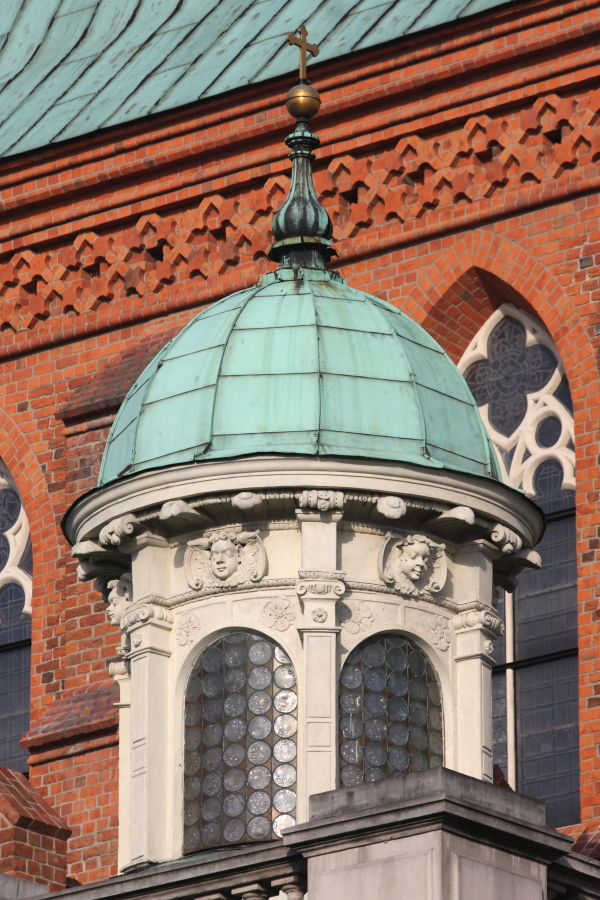
Lucerna kaple Blahoslavené Panny Marie
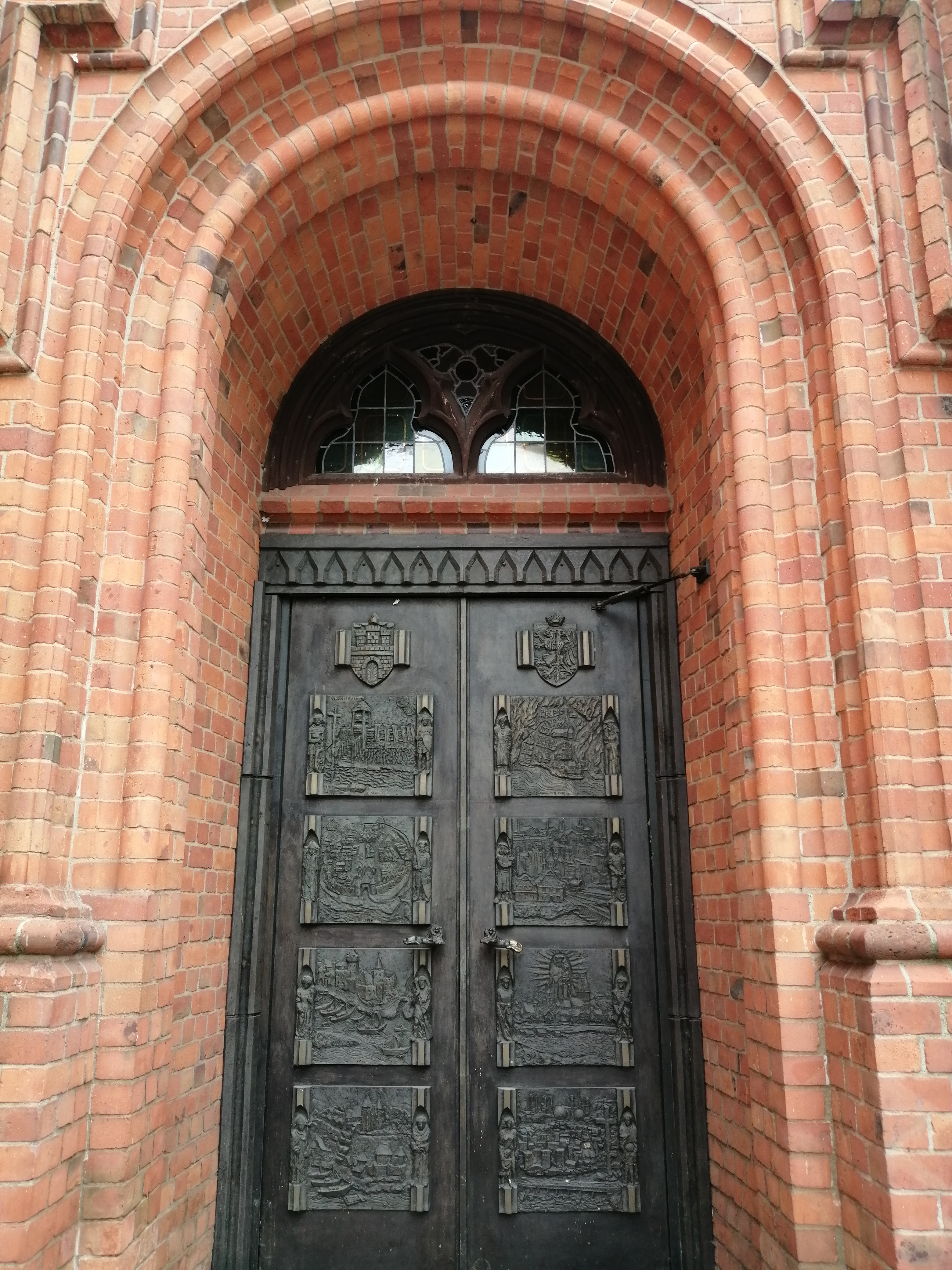
Boční loď katedrály
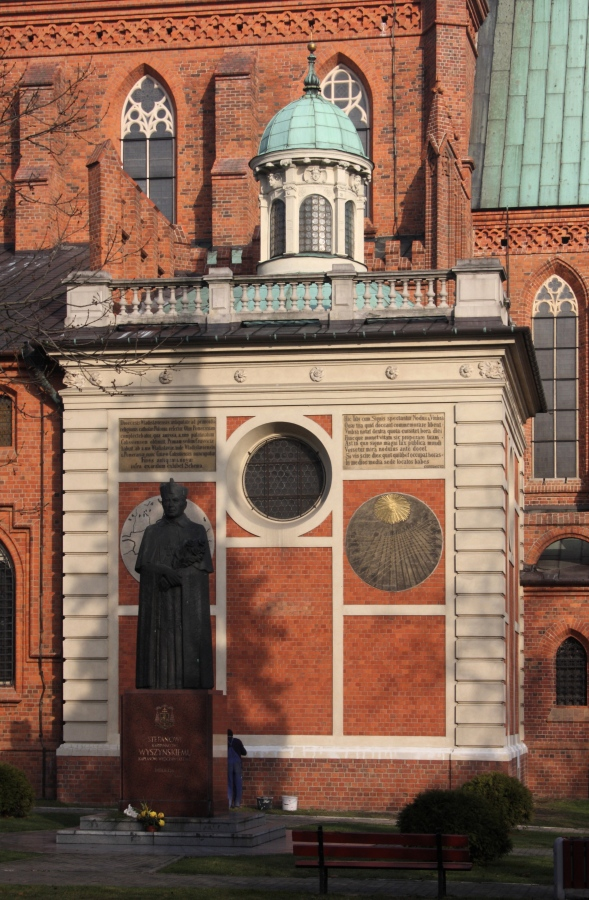
Manýristická kaple Blahoslavené Panny Marie, přestavěná koncem 19. století
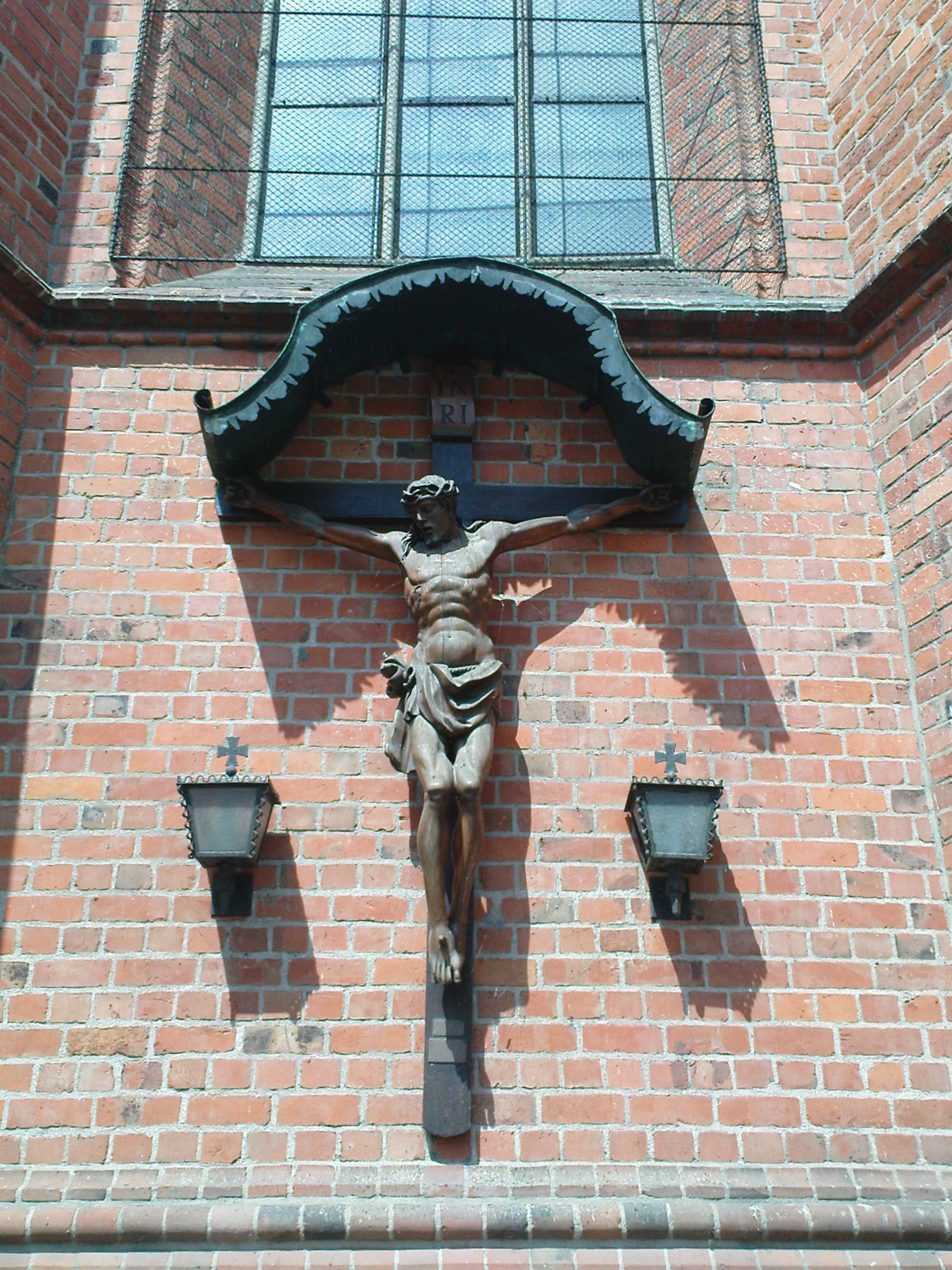
Krucifix na severní stěně chrámu
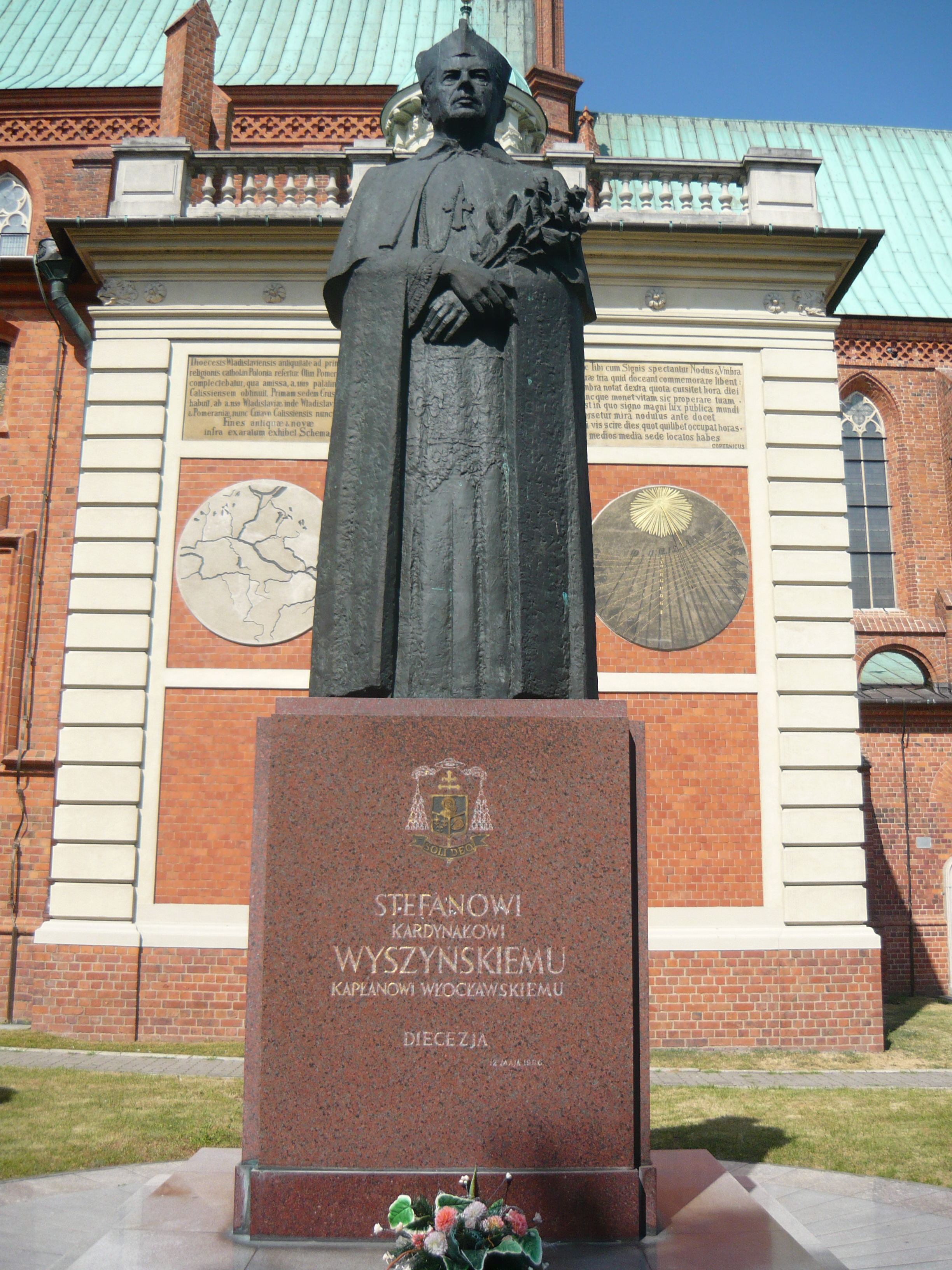
Památník Stefana Wyszynského u katedrály
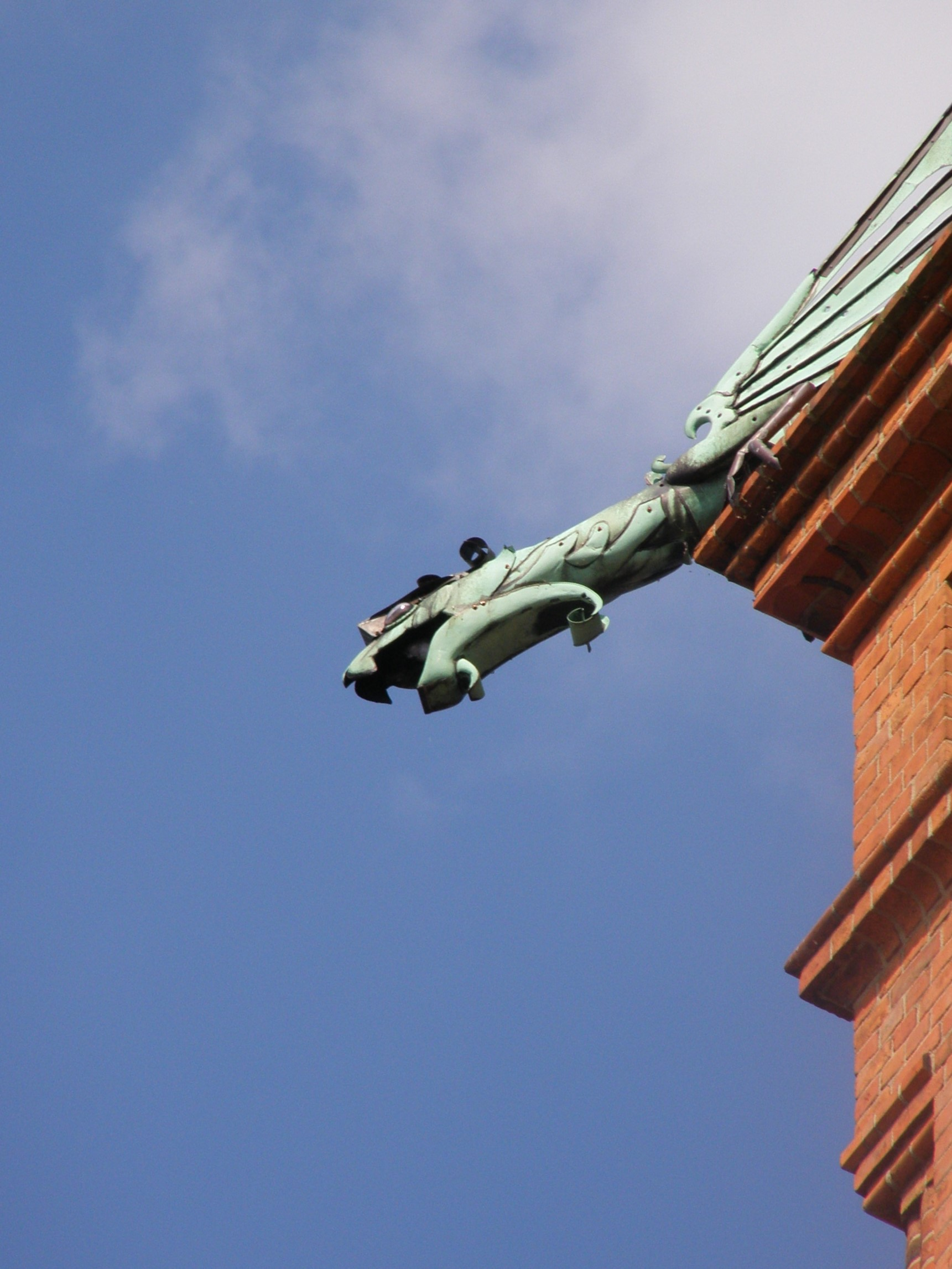
Chrlič
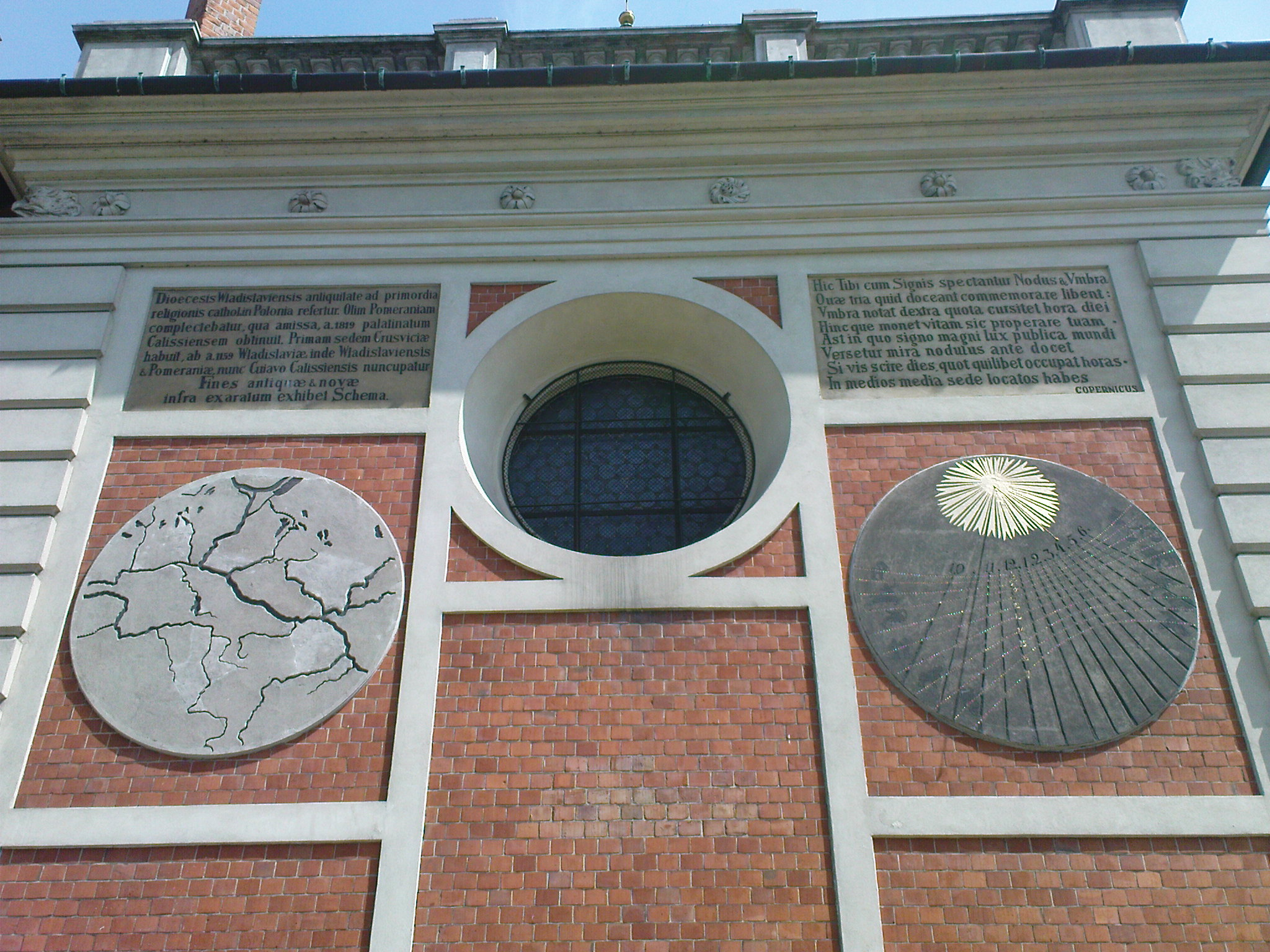
Koperníkova zeď